# Thomas Ossowski
Thomas Hans Ossowski (* 1. Juli 1967 in Karlsruhe) ist ein deutscher Diplomat, der von 2014 bis 2016 Botschafter auf den Philippinen war. Von 2020 bis 2024 war er, im Rang eines Botschafters, Vertreter im Politischen und Sicherheitspolitischen Komitee der Ständigen Vertretung der Bundesrepublik Deutschland bei der Europäischen Union. Seit 2024 ist er Delegationsleiter der Europäischen Union in der Türkei.

## Leben
Ossowski absolvierte nach dem Abitur ein Studium der Politikwissenschaften am Institut d’études politiques de Paris (SciencesPo).
1992 begann Ossowski den Vorbereitungsdienst für den höheren Auswärtigen Dienst und war nach dessen Abschluss in der Zentrale des Auswärtigen Amtes sowie als Referent in der Politischen Abteilung der Botschaft in Israel tätig. 1998 wurde er Ständiger Vertreter des Botschafters in Ruanda und verblieb dort bis 2001, ehe er nach erneuten Verwendungen im Auswärtigen Amt zwischen 2007 und 2009 Ziviler Leiter des deutschen Wiederaufbauteams in Kundus in Afghanistan und Politischer Berater des Kommandeurs der Internationale Sicherheitsunterstützungstruppe ISAF (International Security Assistance Force) in Kabul war.
Anschließend war Ossowski Leiter der EU-Koordinierungsgruppe des Auswärtigen Amts sowie daraufhin stellvertretender Leiter des Büros des Bundesministers des Auswärtigen, Guido Westerwelle.
Im März 2014 wurde Ossowski als Nachfolger von Joachim Heidorn Botschafter der Bundesrepublik Deutschland auf den Philippinen. Als solcher ist er zugleich für die Marshallinseln, die Föderierten Staaten von Mikronesien und Palau akkreditiert. Am 8. April 2014 wurde er vom Präsidenten der Republik der Philippinen, Benigno S. Aquino III, zur Überreichung seines Beglaubigungsschreibens empfangen. Am 21. Mai 2014 von dem Präsidenten der Republik Palau, Tommy Esang Remengesau Jr., zur Überreichung seines Beglaubigungsschreibens empfangen worden. Am 31. Oktober 2014 wurde er außerdem vom Präsidenten der Republik Marshallinseln, Christopher Loeak, zur Überreichung seines Beglaubigungsschreibens empfangen. Am 28. Januar 2015 wurde er vom Präsidenten der Föderierten Staaten von Mikronesien, Emanuel Mori, zur Überreichung seines Beglaubigungsschreibens empfangen.
Im Anschluss an seine Zeit als Botschafter in Manila wurde Ossowski Beauftragter für die Beziehungen zu den EU-Mitgliedstaaten und ab 2017 Sonderbeauftragter für die Verhandlungen des EU Finanzrahmens in der Europa-Abteilung des Auswärtigen Amts in Berlin. Von August 2020 bis Sommer 2024 war er Vertreter im Politischen und Sicherheitspolitischen Komitee der Ständigen Vertretung der Bundesrepublik Deutschland bei der Europäischen Union.
Seit Sommer 2024 ist Ossowski als Nachfolger von Nikolaus Meyer-Landrut Leiter der Delegation der Europäischen Union in der Türkei.
Ossowski ist verheiratet und hat zwei Kinder.